# Nils Hofferbert
Nils Hofferbert (* 14. Juli 2000) ist ein deutscher Floorballspieler, der beim Bundesligisten DJK Holzbüttgen unter Vertrag steht.

## Karriere
Ausgebildet wurde Nils Hofferbert bei der DJK Holzbüttgen, für die er in der Saison 2015/16 debütierte. Mit der DJK schaffte Hofferbert dann 2018 den Aufstieg in die 1. Floorball-Bundesliga und holte 2022 die deutsche Meisterschaft. Mit der U19-Nationalmannschaft nahm Nils Hofferbert von 2016 bis 2019 an internationalen Turnieren teil. Dabei wurde er bei den U19-B-Weltmeisterschaften 2017 und 2019 ins Allstar-Team gewählt. Seit 2019 steht Hofferbert im Kader der deutschen Herren-Nationalmannschaft. 2021 spielte er bei der Weltmeisterschaft in Helsinki 2022 bei der Weltmeisterschaft in der Schweiz. Zur Saison 2023/2024 wechselte Hofferbert zum schwedischen Verein IK Sirius IBK. Nach einer halben Saison wechselte Hofferbert in der Winterpause zurück zur DJK Holzbüttgen.

## Spiel- und Torstatistik
Die Tabelle enthält die Anzahl aller Einsätze – getrennt nach Saisons, die Hofferbert für die DJK Holzbüttgen in Pflichtspielen bestritten hat, einschließlich der erzielten Tore und Vorlagen.
| Saison               | Verein          | Spiele | Tore | Vorlagen | Punkte |
| -------------------- | --------------- | ------ | ---- | -------- | ------ |
| 2015 / 2016          | DJK Holzbüttgen | 16     | 12   | 5        | 17     |
| 2016 / 2017          | DJK Holzbüttgen | 17     | 35   | 12       | 47     |
| 2017 / 2018 1        | DJK Holzbüttgen | 24     | 50   | 28       | 78     |
| 2018 / 2019 1        | DJK Holzbüttgen | 22     | 34   | 16       | 50     |
| 2019 / 2020          | DJK Holzbüttgen | 20     | 37   | 22       | 59     |
| 2020 / 2021          | DJK Holzbüttgen | 6      | 16   | 5        | 21     |
| 2021 / 2022          | DJK Holzbüttgen | 32     | 41   | 39       | 80     |
| 2022 / 2023          | DJK Holzbüttgen | 24     | 39   | 25       | 64     |
| 2023 / 2024          | IK Sirius IBK   | 13     | 12   | 7        | 19     |
| 2023 / 2024          | DJK Holzbüttgen | 9      | 16   | 18       | 34     |
| Gesamt               | Gesamt          | 183    | 292  | 177      | 469    |
| Stand: 3. April 2022 |                 |        |      |          |        |